# Ketevan
Ketevan, o Mártir (em georgiano: ქეთევან წამებული), da Dinastia Bagrationi foi rainha da Caquécia.